# 林千博
林 千博（はやし ちひろ、1911年 <明治43年> 5月23日 - 1987年 <昭和62年> 5月25日）は、日本の電気/電子物理工学者、制御工学者。工学博士（京都帝国大学）・理学博士（京都大学）。京都大学名誉教授。大阪工業大学工学部電気工学科元教授。 マサチューセッツ工科大学(MIT)・コロンビア大学客員教授。電気学会元副会長・名誉員。電子情報通信学会非線形問題研究会元専門委員長。国際非線形力学会元編集委員。元国際理論および応用力学連合(IUTAM)非線形シンポジウム組織委員。国際的な非線形振動研究のパイオニア。勲二等瑞宝章受章。位階は従四位。
専門は、電気/電子物理工学、非線形振動/非線形力学・カオス理論・制御工学、電力工学・電気回路（電動機含む）。

## 略歴
京都府生まれ。1931年第三高等学校理科甲類卒業。1934年京都帝国大学工学部電気工学科卒業。同年、三菱電機中央研究所に入社し、主に変圧器回路に関する研究開発に従事。アメリカのウエスチングハウス電機会社での一時勤務も経験。1945年京都帝国大学工学部助教授、工学博士（京都帝国大学）。1949年京都大学工学部電気工学科教授（指導した門下生には、1961年世界で初めて物理現象としてのカオス現象を発見した上田睆亮がいる）、理学博士（京都大学）。1975年京都大学定年退官、名誉教授。同年、大阪工業大学工学部電気工学科教授。1987年大阪工業大学退官。勲二等瑞宝章受章。1987年死去。死没日付をもって従六位から従四位に進階。
特に、非線形振動の研究における国際的パイオニアであり、マサチューセッツ工科大学(MIT)・コロンビア大学客員教授も務めた。指導した門下生への名言は”国際的に通用する仕事を目指せ”。マグロウヒル社から出版された著書「Nonlinear Oscillation in Physical Systems」は世界各国語に翻訳された。のちに中国の東北工学院より名誉教授の称号も授与された。
主な所属学会は、IEEE、電気学会、国際非線形力学会、電子情報通信学会など。主な受賞は、電気学術振興賞文献賞(1954)、電気学術振興賞著作賞(1965)、日本学士院賞(1969)、大河内記念賞技術賞(1984)。

## 主な研究
- 非線形回路における高調波振動[10]
- 変数理論による2階非線形微分方程式の解の探索
- 周波数引込現象に伴う自励振動周波数の変化[11]
- 同期機の乱調振動の一算定法
- 自動制御用電気機器の研究